# Auster A.2/45
El Auster A.2/45 fue un monoplano de observación aérea monomotor de ala alta británico de finales de la década de 1940, construido por Auster Aircraft Limited en Rearsby, Leicestershire. Fue diseñado y construido para cumplir con la Especificación A.2/45 del Ministerio del Aire para un "puesto de observación aérea" (AOP) para el Ejército británico; el requerimiento fue retirado y sólo se construyeron dos prototipos.

## Diseño y desarrollo
El Auster Model N, normalmente conocido por el número de especificación como A.2/45, era un monoplano de ala alta arriostrada con un solo motor De Havilland Gipsy Queen; la cabina cerrada tenía espacio para un piloto y un observador sentados en tándem. Poseía un tren de aterrizaje convencional con rueda de cola.
La Especificación A.2/45 del Ministerio del Aire británico fue emitida el 20 de julio de 1945 para que un avión de observación aérea cubriera con el Requerimiento Operativo OR.176, particularmente en operaciones desde terrenos de aterrizaje no preparados. Los contratos para cuatro prototipos, tanto de Auster como de Heston Aircraft Company se firmaron el 21 de agosto de 1945, pero luego se redujeron a sólo dos aviones de cada compañía. El competidor de Heston por la especificación fue el Heston JC.6.
El primer prototipo del Auster A.2/45 (VL522) voló el 27 de abril de 1948. El requisito del Ministerio del Aire fue cancelado el 20 de marzo de 1950 y sólo se construyeron dos prototipos.

## Especificaciones
Referencia datos: Flight 8 September 1949, Jane's all the World's Aircraft 1949–50

### Características generales
- Tripulación: Dos (piloto y observador)
- Longitud: 9,2 m (30,1 ft)
- Envergadura: 13,3 m (43,5 ft)
- Altura: 2,5 m (8,3 ft)
- Superficie alar: 25,8 m² (277,7 ft²)
- Peso cargado: 1526 kg (3363,3 lb)
- Planta motriz: 1× motor lineal invertido de 6 cilindros refrigerado por aire De Havilland Gipsy Queen 34.
  - Potencia: 190 kW (262 HP; 258 CV)
- Hélices: Bipala
- Capacidad de combustible: 110 L en un depósito en la raíz alar de babor, con provisión para un depósito igual en la raíz alar de estribor para vuelos de traslado

### Rendimiento
- Velocidad máxima operativa (Vno): 210 km/h (130 MPH; 113 kt)
- Velocidad crucero (Vc): 196 km/h (122 MPH; 106 kt)
- Alcance: 970 km (524 nmi; 603 mi)
- Alcance en ferry: 1800 km con el segundo depósito opcional
- Techo de vuelo: 4700 m (15 420 ft)
- Régimen de ascenso: 3,8 m/s (748 ft/min) (inicial)
- Velocidad de crucero económico: 169 km/h
- Carrera de despegue para 50 m (160 pies): 300 m
- Distancia de aterrizaje desde 50 m (160 pies): 200 m

## Aeronaves relacionadas

### Desarrollos relacionados
- Heston A.2/45

### Secuencias de designación
- Secuencia Alfanumérica (interna de Auster): A.2/45 - J/1 Autocrat - J/1B Aiglet - J/1U Workmaster →